# Установка дегідрогенізації у Волжському
Установка дегідрогенізації у Волжському – складова нафтохімічного майданчику в місті Волжський (Волгоградська область Росії).
В 1964-му у Волзьку почав роботу завод синтетичного ізопренового каучуку, потужність якого протягом двох десятиліть зросла з 40 тисяч тон до 120 тисяч тон на рік. Для отримання мономера – ізопрена – обрали шлях дегідрогенізації ізобутана та наступну реакцію ізобутилену з формальдегідом (реакція Прінса).
На початку 1990-х на тлі краху планової економіки випуск каучуку довелось припинити. Натомість в 2001-му запустили продукування високооктанової паливної присадки — метилтретинного бутилового етеру, який отримують з ізобутилену та метанолу. Первісно потужність цього напрямку становила 100 тисяч тон на рік, а в подальшому була доведена до 160 тисяч тон. 
Наразі майданчик у Волзьку може щорічно продукувати 180 тисяч тон ізобутилену. В 2005-му запустили виробництво концентрованого ізобутилену.